# Krásnaya Poliana (Gulkévichi)
Krásnaya Poliana (del ruso: Красная Поляна) es un jútor del raión de Gulkévichi del krai de Krasnodar, en el sur de Rusia. Está situado 13 km al este de Gulkévichi y 147 km al este de Krasnodar, la capital del krai. Tenía 447 habitantes en 2010.
Pertenece al municipio Ventsy-Zariá.